# Bektež
Bektež falu Horvátországban, Pozsega-Szlavónia megyében. Közigazgatásilag Kutjevohoz tartozik.

## Fekvése
Pozsegától légvonalban 20, közúton 24 km-re északkeletre, községközpontjától 4 km-re délkeletre, a Pozsegai-medencében, a Pozsegáról Nekcsére menő 51-es főút mentén, Kula és Gradište között fekszik.

## Története
A mai Bektež területén a középkorban két település Dragalóc és Simonóc feküdt. Mindkét falu a gradistyai uradalomhoz tartozott. Dragalócot 1499-ben „Dragalowcz”, Simonócot 
1413-ban „Simonolcz” alakban említik a korabeli forrásokban. A török uralom idején a falut muzulmánok lakták, valószínűleg ők adták a település mai nevét. A török uralom végén a muzulmán lakosság Boszniába távozott, a helyükre katolikus horvátok érkeztek. 1698-ban „Begtessi” néven 7 portával szerepel a török uralom alól felszabadított szlavóniai települések összeírásában. 1730-ban 18, 1746-ban 19 ház állt a településen.
Az első katonai felmérés térképén „Dorf Bektess”néven található. Lipszky János 1808-ban Budán kiadott repertóriumában „Bektexe” néven szerepel. Nagy Lajos 1829-ben kiadott művében „Bektexe” néven 48 házzal és 308 katolikus vallású lakossal találjuk. A település 1876-ban községközpont lett (42 falu tartozott hozzá), ezt a rangját egészen 1956-ig megtartotta.
A településnek 1857-ben 290, 1910-ben 396 lakosa volt. 1910-ben a népszámlálás adatai szerint lakosságának 93%-a horvát, 5%-a német anyanyelvű volt. Pozsega vármegye Pozsegai járásának része volt. Az első világháború után 1918-ban az új szerb-horvát-szlovén állam, majd később (1929-ben) Jugoszlávia része lett. Önkéntes tűzoltóegyletét 1931-ben alapították. 1991-ben lakosságának 97%-a horvát nemzetiségű volt. A településnek 2011-ben 388 lakosa volt.

## Lakossága
| Lakosság változása | Lakosság változása | Lakosság változása | Lakosság változása | Lakosság változása | Lakosság változása | Lakosság változása | Lakosság változása | Lakosság változása | Lakosság változása | Lakosság változása | Lakosság változása | Lakosság változása | Lakosság változása | Lakosság változása | Lakosság változása |
| ------------------ | ------------------ | ------------------ | ------------------ | ------------------ | ------------------ | ------------------ | ------------------ | ------------------ | ------------------ | ------------------ | ------------------ | ------------------ | ------------------ | ------------------ | ------------------ |
| 1857               | 1869               | 1880               | 1890               | 1900               | 1910               | 1921               | 1931               | 1948               | 1953               | 1961               | 1971               | 1981               | 1991               | 2001               | 2011               |
| 290                | 314                | 312                | 366                | 420                | 396                | 467                | 396                | 374                | 416                | 493                | 520                | 487                | 468                | 430                | 388                |

## Kultúra
A KUD Bektež kulturális és művészeti egyesületet 1997. február 16-án alapították. Alapítója Branko Galić volt, aki hosszú ideig elnöke is volt az egyesületnek. Alapításának célja az volt, hogy megismertesse a fiatalokkal őseik hagyományait és kultúráját. Az egyesületnek ma 42 tagja van, akik a következő szekciókban tevékenykednek: néptánc, tamburazenekar, énekkar és színjátszókör. Az egyesület szervezésében kerülnek évente megrendezésre a Bekteži folklór találkozók. Az egyesület rendszeres résztvevője a Zágrábi Nemzetközi Folklórszemlének, a „Đakovački vezovi”, a „Vinkovačke jeseni”, a „Brodsko kolo” folklórszemléknek és más városok folklórszemléinek.

## Oktatás
A településen a kutjevói elemi iskola területi iskolája működik.

## Sport
- Az NK Bektež labdarúgóklubot 1981-ben alapították. A megyei első ligában szerepel.
- Az SRD Bektež sporthorgász egyesületet 1984-ben alapították.
- A „Strijela” vadásztársaságot 1955-ben alapították.